# The Frozen Tears of Angels
Albums de Rhapsody of Fire
Triumph or Agony
(2006) From Chaos To Eternity
(2011)
The Frozen Tears of Angels est le huitième album studio du groupe de power metal italien Rhapsody of Fire initialement prévu le 5 mars 2010 et finalement repoussé pour le 30 avril 2010 (sauf pour les États-Unis où il est sorti le 29 juin 2010), il est le troisième épisode de la "Saga Du Sombre Secret". Christopher Lee est encore présent pour la narration, on notera l'utilisation de guitares acoustiques et une tournée mondiale devrait accompagner la sortie de l'album. De plus, il est sorti une version Digipack de l'album comportant deux pistes bonus et une édition Boxset limitée à 500 exemplaires (comportant des affiches et des cartes d'autographes avec les signatures imprimées). Deux morceaux sont en écoute libre sur le site du groupe : Sea Of Fate (téléchargeable en entier et en haute qualité mp3) et Reign Of Terror. Un clip vidéo est sorti pour la chanson Sea Of Fate.

## Titres
1. Dark Frozen World (2:13)
2. Sea Of Fate (4:47)
3. Crystal Moonlight (4:25)
4. Reign Of Terror (6:52)
5. Danza Di Fuoco E Ghiaccio (6:25)
6. Raging Starfire (4:56)
7. Lost In Cold Dreams (5:12)
8. On The Way To Ainor (6:58)
9. The Frozen Tears Of Angels (11:17)

Pistes bonus digipack :
1. Labyrinth Of Madness (3:58)
2. Sea Of Fate (Version Orchestrale) (3:54)